# Queuille
Queuille är en kommun i departementet Puy-de-Dôme i regionen Auvergne-Rhône-Alpes i centrala Frankrike. Kommunen ligger i kantonen Manzat som tillhör arrondissementet Riom. År 2022 hade Queuille 282 invånare.

## Befolkningsutveckling
Antalet invånare i kommunen Queuille
| Referens: INSEE |